# Корнилово (Томская область)
Село Корнилово — административный центр Корниловского сельского поселения, расположенного в Томском районе Томской области.
Село расположено на реке Ушайке, в 14 км от Томска. Почтовый индекс: 634538.
В состав Корниловского сельского поселения кроме села Корнилова, входят деревни Лязгино, Бодажково, Аркашово, Малая Михайловка и Сафроново[значимость факта?]. Глава сельского поселения — Геннадий Михайлович Логвинов. Общая численность населения Корниловского сельского поселения — 1895 человек. Площадь территории муниципального образования — 4840 га.

## Улично-дорожная сеть
Улицы: Гагарина, Голикова, Жирова, Заречная, Кедровая, Коммунистическая, Лесная, Мира, Молодёжная, Набережная, Новая, Первомайская, Подгорная, Пролетарская, Рыкуна, Сибирская, Советская, Сосновая, Транспортная. Переулки: Пионерский, Садовый, Таёжный, Тихий.

## Население
| 2002  | 2008  | 2009  | 2010  | 2011  | 2012  | 2013  | 2014  | 2015  |
| ----- | ----- | ----- | ----- | ----- | ----- | ----- | ----- | ----- |
| 1619  | ↗1701 | ↗1724 | ↗1969 | ↗1975 | ↗2071 | ↗2197 | ↗2317 | ↗2398 |
| 2021  |       |       |       |       |       |       |       |       |
| ↗4733 |       |       |       |       |       |       |       |       |

 на 01.01.2023 в селе Корнилово значатся постоянно зарегистрированными 5285 человек